# Breda Ba.64
Breda Ba.64 – włoski samolot szturmowy produkowany w latach 1934 – 1937 przez przedsiębiorstwo Breda.

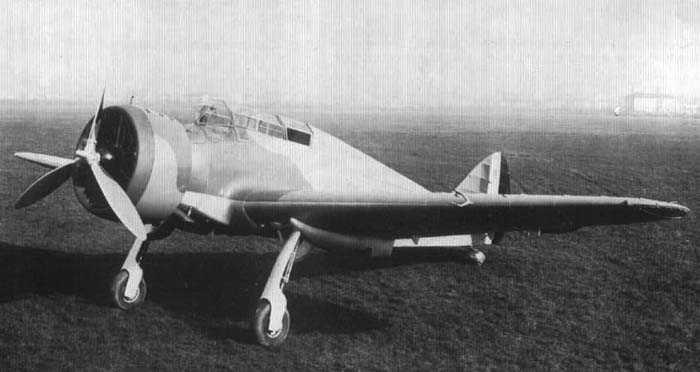
Prototyp Ba.64

W 1934 roku zespół inżynierów kierowanych przez Antonio Parano i Giuseppe Panzeri zaprojektował i wykonał dwa prototypy samolotu szturmowego Breda Ba.64, które zostały oblatane w tymże roku. Jedna maszyna była jednomiejscowa, a druga dwumiejscowa z tylnym strzelcem. W 1935 roku podjęto decyzję o produkcji seryjnej 42 maszyn dwumiejscowych, którą prowadzono w 1936 i 1937 r. Wyposażono je w silnik Alfa Romeo 125 RC35 o mocy 650 KM, który w lipcu 1937 zastąpiono silnikiem Alfa Romeo 126 RC40 o mocy 780 KM. Uzbrojenie składało się z pięciu karabinów maszynowych Breda-SAFAT: dwóch kalibru 12,7 mm i dwóch kalibru 7,7 mm (wszystkie w skrzydłach) i karabinu maszynowego kalibru 7,7 mm strzelca tylnego oraz z ładunku bomb.

## Służba
Wszystkie maszyny skierowano do 5° i 50° Stormo d'Assalto stacjonujących w rejonie Rzymu. Liczne wady konstrukcyjne, złe osiągi i seria katastrof tych samolotów w trakcie służby skutkowały podjęciem decyzji o przekształceniu 17 maszyn w samoloty szkolne, co zrealizowano w latach 1938 - 1939. 7 pozostałych samolotów było wciąż wykorzystywanych zgodnie z pierwotnym przeznaczeniem. Jeden z nich wziął udział w wojnie domowej w Hiszpanii walcząc w składzie Aviazione Legionaria, a parę maszyn walczyło we włoskich eskadrach w Grecji w 1940 roku. Później Breda Ba.64 nie brały udziału w walkach. Całkowicie wycofano je ze służby szkoleniowej i pomocniczej wiosną 1943 roku.